# زبان نیاهندوایرانی

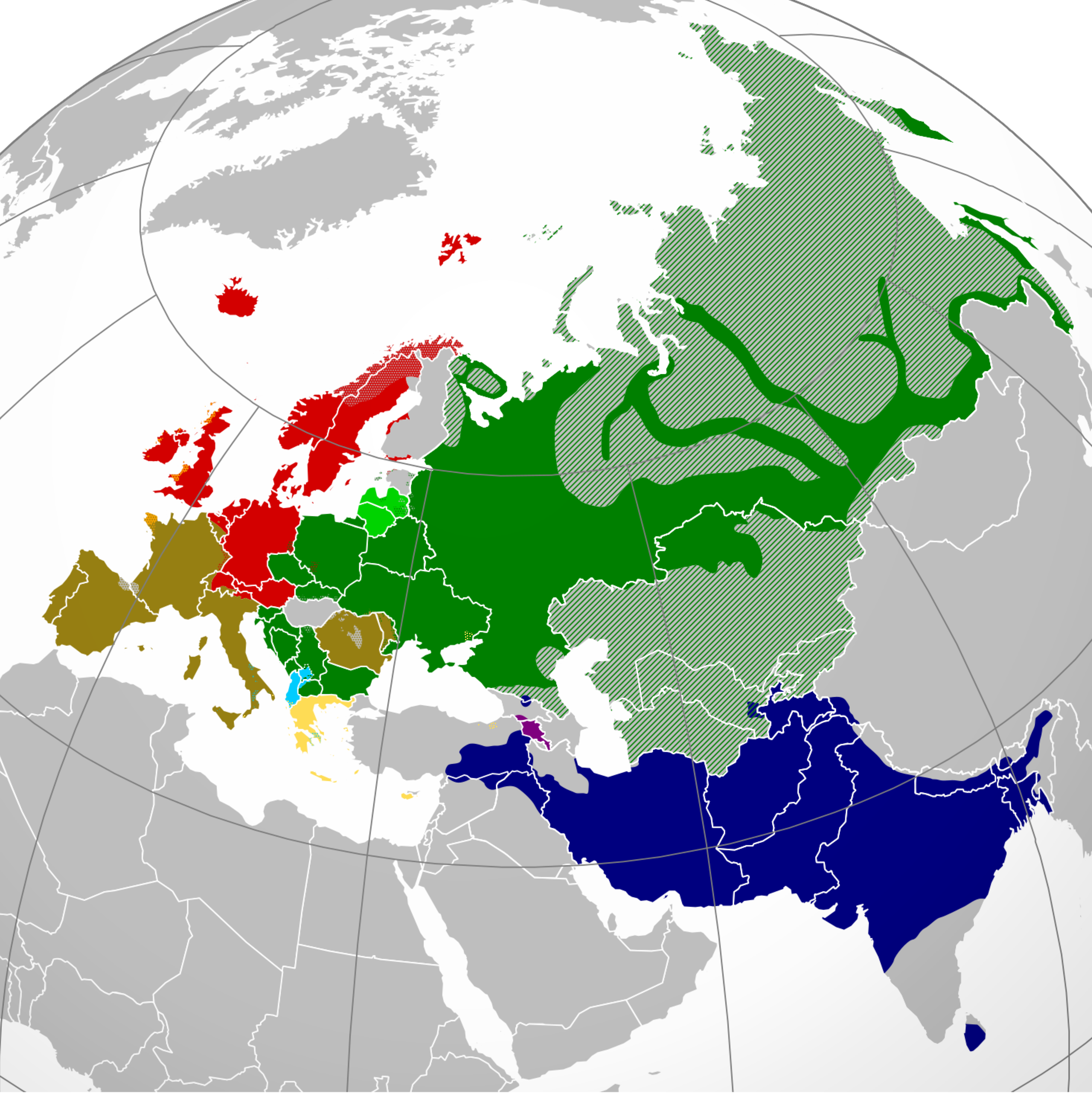
مناطق تقریبی سخنوران خانواده زبانی هندواروپایی در آسیا و اروپا، شاخه زبان‌های هندوایرانی با رنگ نیلی نمایش داده شده است.

زبان نیاهندوایرانی (به انگلیسی: Proto-Indo-Iranian language) که «زبان نیاآریایی» نیز نامیده می‌شود، زبان گروهی از مهاجران هندواروپایی بود که در حدود هزاره ۳ ق. م از هم‌نژادان خویش جدا شدند و در دشت‌های آسیای مرکزی رحل افکندند.

## تاریخچه
آریایی‌ها در اوایل هزاره ۲ ق. م به دو گروه بزرگ «هندوآریایی» و «ایرانی» تقسیم شدند. دسته‌ای از هندوآریایی‌ها خود را به آسیای صغیر و شمال میان‌رودان رساندند و با هوریان درآمیختند. وجود واژه‌های هندوآریایی و اسامی خاص هندوآریایی در کتیبه‌های میخی میتانی (متعلق به ۱۷۰۰ تا ۱۴۰۰ ق. م) نشان می‌دهد که هندوآریایی‌ها در آن هنگام در بین‌النهرین مردمی شناخته شده بودند و حتی در میان طبقات حاکم میز راه یافته بودند. در عهدنامه‌ای از حدود ۱ت
۴۰۰ پ. م میان شوپیلولیومس، شاه هیتی و متیوزه یا کورتیوزه، شاه میتانی که در بغازکوی ترکیه یافت شده است، پادشاه میتانی به خدایانی هوری سوگند می‌خورد و چند نام خدای هندوآریایی را نام می‌برد: میتره miitra، وَرونه aruna, indara ایندره، ناسَتیه nassattiya. نیز در متنی هیتی دربارهٔ پروش است و ارابه رانی به قلم شخصی به نام کیکولی که آن نیز در بغازکوی یافت شده، چند عدد هندوآریایی دیده می‌شود: یک aika، سه tri,tera,ticra، پنج panza، نه na,nawa. به علاوه، در متنی هوری از یورگان تپه (جنوب غربی کرکوک) کلماتی برای رنگ اسب به کار رفته است که اهل هندوآریایی دارد: babru (خرمایی)، parita (خاکستری). از سوی دیگر، در الواح گلی به خط میخی بابلی که در العمارنه مصر یافت شده، از حکمرانانی با نام‌های هندوآریایی نام برده شده است (مثل artamanya) که در اواسط هزاره ۲ ق. م در سوریه حکومت می‌کردند. کاسی‌ها نیز در ۱۷۶۰ ق. م بابل را فتح کردند، خورشید را šuriaš می‌نامیدند که واژه‌ای هندوآریای است.
در گذشته‌های بسیار دور آریایی زبان‌ها تماس‌هایی با بالتها، داکیه‌ای-میسیه‌ای‌ها و اقوام فینو-اوگری داشتند. برای مثال واژه‌های orya (برده) و mete (عسل) در فینو-اوگری آغازین دخیل از آریایی آغازین است. درخشانی حضور گروهی از آریایی‌ها را در بین‌النهرین به هزاره‌های ۳و۴ ق. م به پیش از زمان سومریان، می‌رساند. به اعتقاد او، برخی از جای‌نام‌های نژادی در زبان سومری دخیل از آریایی است، مثلاً urudu در سومری (به معنی «مس»)، بازمانده rudhra آریایی (به معنی «سرخ») است.
کشفیات اخیر زبانشناختی وجود دسته دیگری از هندواروپایی را در شمال دریای سیاه و در میان قبایل ایرانی تنبار اسکیتی تأیید می‌کن. پیشتر همه واژه‌های آریایی آن منطقه را - که غالباً در منابع یونانی یافت می‌شود - واژه‌های اسکیتی و در نتیجه ایرانی می‌پنداشتند. اما اکنون روشن شده است که برخی آن واژه را نمی‌توان ایرانی دانست و باید هندواروپایی به‌شمار آورد. مثل mesple (بدر، قرص کامل ماه؛ سنسکریت: mās، یعنی ماه؛ sinu یعنی رود تنائیس، رود دُن؛ سنسکریت: sindhu (رود، رود سند).
با این همه، هسته اصلی هندوآریایی‌ها در فاصل سال‌های ۱۷۰۰ و ۱۲۰۰ پ م با گذر از رشته کوه‌های هندوکش در شمال افغانستان کنونی به شمال غرب هند (پنجاب و نواحی مجاور آن) رفتند و سپس به تدریج مناطق شرقی و جنوبی شبه قاره هند را نیز به تصرف خود درآوردند.
جدایی اقوام ایرانی از هم نژادان آریایی‌شان در اواخر هزاره دوم و اوایل هزاره نخست پ. م صورت گرفت. دربارهٔ مهاجرت ایرانیان غربی (مادها و پارس‌ها) دو نظریه وجود دارد: برخی بر این باورند که آنان نخست به سوی شمال رفتند، دریای خزر را دور زدند و آنگاه با گذر از ارتفاعات قفقاز از طریق ارمنستان کنونی به مناطق غربی ایران کنونی گام نهادند. نظریه دوم این است که مادها و پارسها از شمال شرقی ایران کنونی گذر کردند، دشت کویر را درنوردیدند و سپ در دامنه‌های غربی رشته کوه زاگرس متوقف شدند. از سوی دیگر، ایرانیان شرقی همچنان در آسیای مرکزی باقی‌ماندند و فقط دسته‌هایی از آنان به مناطق جنوبی تر مانند مرو و هرات، مهاجرت کردند. نام قبایل ایرانی نخستین بار در الواح آشوری آمده است. شلمنصر (شلمانزر) سوم (۸۵۸–۸۲۴ پ. م) به هنگام شرح نبردهایش در دامنه زاگرس در ۸۴۳ پ. م از سرزمین پرسوئه نام می‌برد. پس از آن واژه‌های پرسوئَش، پرسومش (پارسها) و مَدَی (مادها) نیز در الواح آشوری دیده می‌شود. در این الواح حتی نام خدای بزرگ ایرانیان به صورت اَسَرَ مَزش آمده است. در آن هنگام پارسها در غرب و جنوب غربی دریاچه ارومیه و مادها در جنوب شرق آن، در نزدیکی همدان کنونی، می‌زیستند. سرانجام پارسها در نتیجه فشارهای آشوریان، اورارتوییان یا اقوام دیگر ناچار به سرازیری به سمت جنوب شدند و در فارس کنونی سکنی گزیدند.
بر پایه شواهد موجود، زبان آریایی آغازین نخست به دو شاخه نورستانی آغازین و هندوایرانی آغازین تقسیم شد. زبان نورستانی آغازین مادر همه زبان‌های نورستانی که در نورستان در کوهستان‌های شمال شرقی افغانستان رواج دارد و شاخه‌ای مستقل به‌شمار می‌رود. پیشتر زبان‌های نورستانی اصلاً ایرانی می‌پنداشتند که به سبب مجاورت درازمدت با زبان‌های هندی تأثیرهایی از آن‌ها پذیرفته‌اند. برخی هم به خطا زبان‌های نورستانی را شاخه‌ای از زبان‌های هندی به‌شمار آورده‌اند. نورستان را پیش از گرویدن ساکنینش به اسلام، کافرستان می‌نامیدند. از اینرو در برخی از منابع کهن، زبان‌های نورستانی را زبان‌های کافری نامیده‌اند. مهم‌ترین زبان‌های نورستانی، آشکون، پرسَون، ترِگَمی، زِمییَکی، کَتی، وایگَلی و وَمای است.
زبان هندوایرانی آغازین را مادر همه زبان‌های ایرانی، هندوآریایی (هندوآریایی میتانی، هندوآریایی دریای سیاه، هندی) و دَردی به‌شمار می‌آوردند. مهم‌ترین زبان‌های دردی از شاخه شرقی: پهَلوره، سَوی، شینه، کشمیری و زبان‌ها و گویشهای کوهستانی و از شاخه مرکزی: پَشای، تیرَهی، شومَشتی، کَتَرکَلی، کَلَشه، کهُور یا خُوَر یا چیترالی، گَلنگَلی و گَوَر است.
زبان‌های آریایی علاوه بر اقلام، واژگانی مشترک، به خصوص اصطلاحات مشترک دینی و اساطیری، ویژگی‌های آوایی مشتر نی دارند که برخی از مهم‌ترین آن‌ها از این قرار است:
1. مصوت‌های هندواروپایی a,e,o و ā,ō,ē در زبان‌های آریایی به ترتیب به a و ā بدل شده‌اند.
2. آواهای حاکنایی و حلقی هنداروپایی که آن‌ها را به صورت‌های مختلف می‌نمایانند (مثل x,y,h) و در برخی منابع با Ə نمایانده می‌شوند، در زبان‌های آریایی به i یا ī بدل شده‌اند.
3. s هنداروپایی پس از آواهای r,u,k,i در زبان‌های آریایی به š (در سنسکریت ș) بدل شده است.
4. پایانه حالت اضافی جمع در ماده‌های مختوم به مصوت در زبان‌های آریایی باستان nām است.

زبان‌های هندوآریایی ۳ دوره باستان، میانه و نو را پشت سر گذاشته‌اند. در دوره باستان از حدود ۱۵۰۰ تا ۶۰۰ پ. م به درازا کشید. زبان سنسکریت از زبان‌های هندوآریایی باستان است. کهنترین گونه این زبان، سنسکریت ودایی است که از حدود ۱۴۰۰ پ. م برای سرایش وِداها (سروده‌های مقدس هندوان) و سپس برای نگارش براهمنه‌ها، تفسیر وداها، نخست در شمال غرب هند، در پنجاب پدید آمد.. پس از براهمنه‌ها، زاهدان جنگل‌نشین تفاسیر عرفانی بدانها افزودند که آرَنیَکه‌ها (متون جنگلی) خوانده می‌شود. متفکران هندو نیز اندیشه‌های فلسفی خود را با عنوان اوپانیشادها (هم‌نشینی‌ها) به براهمنه‌ها افزودند. زبان به کار رفته در آرنیکه‌ها و اوپانیشادها که در واقع ملحقات براهمنه هستند، حد فاصل سنکسریت ودایی و سنسکریت کلاسیک است.
زبان هندوایرانی تنها شاخه‌ای از زبانه‌های هندواروپایی است که به دوره مشترک تحول پس از جدایی اقوام هند و اروپایی متکی است و شاهدی مستقیم وجود آن را اثبات می‌کند. این شاهد همان نام آریایی است که هم ایرانی‌ها و هم هندوآریایی‌ها بر خود اطلاق می‌کردند. زبان هندوایرانی گویش پیش هندوآریایی نیز در بر می‌گیرد. اما مدارک بازمانده از این گویش به حدی کم است که در بازسازی زبان هند و ایرانی عملاً تأثیر مهمی ندارد.
همسانی‌های زبان‌های ایرانی باستان و هندی باستان (سنسکریت) به حدی است که دستور زبان اوستایی با یاری دستور زبان سنسکریت تألیف شد. با کاربرد چند قاعده آواشناسی یا واج‌شناسی می‌توان قطعاتی از اوستا را به زبان تقریباً صحیح ودایی یا برعکس، برگرداند. این دو زبان به ویژه از نظر واژگان دینی، سیاسی و اجتماعی شباهت بسیاری به هم دارند.
با وجود تمام این شباهت‌ها، زبان‌های هندی باستان و ایرانی باستان، نه از یک گویش واحد هند و اروپایی، بلکه از دو گویش آن سرچشمه گرفته، سپس دوره تحول مشترکی را گذرانیده است. این تحول سبب تشابه بیشتر شده است. با مهاجرت آریایی‌ها قبایل متکلم به این زبان‌ها دیگر بار از هم جدا شدند و تفاوت‌ها بیشتر شد. آریای‌های باستان از سنت شعری قابل توجهی نیز برخوردار بودند.

## هندوایرانی
زبان فرضی آریایی خود شاخه‌ای از زبان‌فرضی نیاهندواروپایی است. از زبان هند و ایرانی آثار مکتوب در دست نیست، اما با استفاده از اسنادی که از دوره پس از جدایی ایرانیان و هندوآریایی‌ها از هم و استقرار آن‌ها در سرزمین‌های ایران و هند بازمانده است، بازسازی صورت کهن تر فرضی ممکن است. ترسیم دورهٔ پیش‌تاریخی زبان‌های ایرانی، به‌ویژه متکی خواهد بود، بر پیش‌مرحله‌هایی قابل بازسازی که پیشینهٔ آریایی و اغلب هندوایرانی این زبان‌ها را آشکار می‌سازد.
در این امر بازسازی از متون کهن اوستایی و ودایی، سنگ نبشته‌های هخامنشی و دیگر زبان‌های ایرانی و هندی در دوره‌های بعدی استفاده شده است. همچنین از شماری کلمه منفرد و اسامی خاص که در نوشته‌هایی به زبان‌های دیگر، مانند آثار مورخان یونانی و رومی و متون ایلامی و اکدی و آرامی به کار رفته و از اسامی جغرافیایی که اصل آن‌ها آریایی است، در کار بازساز استفاده شده است.
زبان هند و ایرانی تنها شاخه‌ای از زبان‌های هندواروپایی است که به دوره مشترک تحول پس از جدایی اقوام هند و اروپایی متکی است و شاهدی مستقیم وجود آن را اثبات می‌کند. این شاهد همان نام آریایی است که هم ایرانیانم و هم هند و آریاییان بر خود اطلاق می‌کردند. زبان هندوایرانی گویش پیش هند و آریایی را نیز در بر می‌گیرد، اما مدارک بازمانده از این گویش به حدی کم است که در بازسازی زبان هندوایرانی عملاً تأثیر مهمی ندارد.
همسانی‌های زبان‌های ایرانی باستان و هندی باستان (سنسکریت) به حدی است که دستور زبان اوستایی با یاری دستور زبان سنسکریت تألیف شد. با کاربرد چند قاعده آواشناس یا واج‌شناسی می‌توان قطعاتی از اوستا را به زبان تقریباً صحیح ودایی یا برعکس برگرداند. این دو زبان به ویژه از نظر واژگان دینی، سیاسی و اجتماعی شباهت بسیاری به هم دارند.
با وجود تمام این شباهت‌ها زبان‌های هندی باستان و ایرانی باستان، نه از یک گویش آن سرچشمه گرفته، سپس دوره تحول مشترکی را گذرانیده‌اند. این تحول مشترک سبب تشابه بیشتر شده است. با مهاجرت آریایی‌ها قبایل متکلم به این زبان‌ها دیگر با از هم جدا شدند و تفاوت‌ها بیشتر شد. آریایی‌های باستان از سنت شعری قابل توجهی برخوردار بودند.
بخش‌هایی از اوستا و ریگ ودا که کهنترین متن ودایی است، منظوم‌اند. شعر آریایی به ویژه جنبه مذهب داشت و روحانیون آریایی خود به تدوین سروده‌هایی منظوم می‌پرداختند. «کَوی» که نام گروهی از روحانیون آریایی است، در هند به معنی شاعر نیز هست. بخش‌های منظوم اوستا و ریگ ودا بیشتر ۸ یا ۱۱ هجایی است و الگوهای وزنی خاص و نیز عبارات مشترک ثابتی دیده می‌شود. جدایی زبان‌های هندوایرانی ظاهراً در حدود ۲۰۰۰ پ. م رخ داد.